# 老破麻
老破麻樂團（英語：O.S.D），台灣樂團，2016年於台中市成立，為男女雙主唱的五人樂團。曾於2019年的貢寮海洋音樂祭獲得評審團大獎。
現由男女雙主唱李仁喆與嚴若玲、吉他手陳建發與崇家璇與貝斯手沈皇谷所組成。女主唱以吼腔為主，男主唱以清腔再帶點像吉他效果器 Distortion 的效果演唱；以邪典搖滾(Cult Rock)以及喜劇金屬(Comedy Metal)自居，演奏風格融合 Rock、Grunge、Bossa Nova、Hardcore、Funcky、hip-hop、Jazz (可能還有Raggae)...等多元曲風，在詞曲的安排上則以嘲諷主義做為所有創作核心。自立麻式哲學，強調「不強調平等」，歧視本身就不存在。以當代歌仔冊自居，用批判式破歌笑看人生百態。
「老、破、麻」拆開看，在意象與風格上是三個形容詞；組合起來的單字卻也不是巧合，而是生活在這個社會裡一貫維持的態度。就字面上它本是沒有惡意的，由大家各自定義和解讀。雖有不少聽眾與擁護者，卻也因團名過於衝擊飽受女權人士抨擊。對他們來說，語言的應用會因文化水平不同而有認知上的差異。「我們不討論性別，為何要先入為主的分類？我們都是人生中的老破麻！」

## 作品

### 專輯
1. Extended（2019）
2. GOODSPEED 2 STROKE（2021）
3. 衣冠禽獸（2022）
4. English song（2024）